# 上埃伊克爾
上埃伊克爾（挪威語：Øvre Eiker）是挪威布斯克吕郡的市镇，行政中心为霍克松村。市镇面积为457平方公里，人口数量为20,250人（2022年），人口密度为每平方公里37人。